# Dutch Open 2008
Die Dutch Open 2008 im Badminton fanden vom 14. bis 19. Oktober 2008 im Topsportcentrum Almere in Almere statt.

## Sieger und Platzierte
| Disziplin    | Gold                                        | Silber                                | Bronze                                     |
| ------------ | ------------------------------------------- | ------------------------------------- | ------------------------------------------ |
| Herreneinzel | Andre Kurniawan Tedjono                     | Chetan Anand                          | Eric Pang                                  |
| Herreneinzel | Andre Kurniawan Tedjono                     | Chetan Anand                          | Kashyap Parupalli                          |
| Dameneinzel  | Yao Jie                                     | Linda Zechiri                         | Aditi Mutatkar                             |
| Dameneinzel  | Yao Jie                                     | Linda Zechiri                         | Shizuka Uchida                             |
| Herrendoppel | Fran Kurniawan Rendra Wijaya                | Rupesh Kumar Sanave Thomas            | Dean George Matthew Honey                  |
| Herrendoppel | Fran Kurniawan Rendra Wijaya                | Rupesh Kumar Sanave Thomas            | Michael Fuchs Ingo Kindervater             |
| Damendoppel  | Lena Frier Kristiansen Kamilla Rytter Juhl  | Shendy Puspa Irawati Meiliana Jauhari | Jwala Gutta Shruti Kurien                  |
| Damendoppel  | Lena Frier Kristiansen Kamilla Rytter Juhl  | Shendy Puspa Irawati Meiliana Jauhari | Christinna Pedersen Mie Schjøtt-Kristensen |
| Mixed        | Joachim Fischer Nielsen Christinna Pedersen | Fran Kurniawan Shendy Puspa Irawati   | Rendra Wijaya Meiliana Jauhari             |
| Mixed        | Joachim Fischer Nielsen Christinna Pedersen | Fran Kurniawan Shendy Puspa Irawati   | Hsieh Yu-hsin Chien Yu-chin                |

## Finalergebnisse
| Disziplin    | Sieger                                      | Finalist                              | Ergebnis            |
| ------------ | ------------------------------------------- | ------------------------------------- | ------------------- |
| Herreneinzel | Andre Kurniawan Tedjono                     | Chetan Anand                          | 21–15, 11–21, 21–19 |
| Dameneinzel  | Yao Jie                                     | Linda Zechiri                         | 21–14, 21–13        |
| Herrendoppel | Fran Kurniawan Rendra Wijaya                | Rupesh Kumar Sanave Thomas            | 21–18, 21–18        |
| Damendoppel  | Lena Frier Kristiansen Kamilla Rytter Juhl  | Shendy Puspa Irawati Meiliana Jauhari | 21–16, 25–23        |
| Mixed        | Joachim Fischer Nielsen Christinna Pedersen | Fran Kurniawan Shendy Puspa Irawati   | 21–17, 21–9         |